# NGC 5300
NGC 5300 é uma galáxia espiral barrada (SBc) localizada na direcção da constelação de Virgo. Possui uma declinação de +03° 57' 02" e uma ascensão recta de 13 horas, 48 minutos e 15,9 segundos.
A galáxia NGC 5300 foi descoberta em 2 de Fevereiro de 1786 por William Herschel.